# زیارتنامه اربعین
چگونگی زیارت حسین در روز اربعین به دو صورت رسیده است:
اول زیارتنامه ای که از صفوان نقل شده و دوم زیارتنامه ای که از جابر بن عبدالله انصاری نقل شده است.
در این زیارت‌نامه معرفی حسین بن علی، قیام او و بعد از آن معرفی معرفی مخالفانش انجام شده است.
زیارات اربعین 
زیارتی است که از جابر بن عبدالله انصاری، اولین یا از اولین زائران سیدالشهداء در اربعین نقل شده‌است.مورخان نوشته‌اند که جابر بن عبدالله انصاری، همراه عطیه عوفی در همان اولین اربعین پس از عاشورا به زیارت حسین رفتند. در این گزارش آمده است که وقتی جابر به غاضریه رسید در آب فرات غسل کرد، پیراهن پاکیزه‌ای پوشید، آنگاه قدری از بوی خوش بر سر و بدن پاشید و پابرهنه روانه شد تا نزد سر مبارک حسین بن علی ایستاد و سه مرتبه اللّه اکبر گفت. پس افتاد و بیهوش شد، چون به هوش آمد می‌گفت: «السّلام علیکم یا ال اللّه…» جملات جابر در اینجا تقریباً همان زیارت سیدالشهدا در نیمه رجب است و جز در چند کلمه تفاوت ندارد، که احتمالاً ناشی از اختلاف نسخه هاست. متن کامل این زیارت را علامه مجلسی در بحارالانوار آورده‌اند.

## اربعین در روایات
روایت  حسن عسکری: «قال العسکری علیه السلام: علامات المؤمنین خمس: صلاةُ الإحدی و الخمسین، و زیارةُ الاربعین، والتـَختم فی الیَمین، و تـَعفیرُ الجبین، و الجهر بِبِسم الله الرحمن الرحیم: علامات مؤمن پنج چیز است: اقامه پنجاه و یک رکعت نماز در شبانه روز (هفده رکعت واجب و سی و چهار رکعت نافله)، زیارت اربعین، انگشتر به دست راست کردن، جبین را در سجده بر خاک گذاشتن، در نماز بسم الله الرحمن الرحیم را بلند گفتن.» که شیخ طوسی در کتاب تهذیب الاحکام و شیخ حرّ عاملی در وسائل الشیعه این روایت را آورده‌اند.
در این گزارش به متن خاصی برای زیارت اربعین اشاره نشده و می‌توان اینطور برداشت کرد که مطلق زیارت به معنای عرفیِ آن، در روز اربعین دارای این ویژگی است که زائر را دارای نشان ایمان می‌نماید. خصوصاً با ضمیمه روایات دیگر که زیارت اباعبدالله را مختص به حضور در کربلا ندانسته و بر سلام از راه دور هم زیارت اطلاق کرده‌اند. برای نمونه: «قال اباعبدالله (علیه السلام): إصعد فوق سطحک، ثم التفت یمنة و یسرة، ثم ترفع رأسک إلی السماء، ثم تنحو نحو القبر فتقول: السلام علیک یاأباعبدالله السلام علیک ورحمة الله وبرکاته، تکتب لک زورة، والزورة حجة وعمرة»  البته ممکن است گفته شود ذکر  حسن عسکری از لفظ اربعین در این سخن، اشاره به سخن جدّشان  جعفر صادق باشد که زیارتی را تعلیم صفوان کرده‌اند. آن همان متن معروف زیارت اربعین در مفاتیح‌الجنان است و در روایت سوم خواهد آمد.  لکن این احتمال بعید به نظر می‌رسد چراکه القای خطاب حسن عسکری لزوماً به آگاهان از روایت  جعفر صادق نبوده‌است، لذا این روایت، سخن و بیان جدیدی دانسته می‌شود. لکن این نیز پذیرفته‌است که متیقن از روایت  حسن عسکری، زیارت زائر در کربلا نزد قبر سیدالشهداء و به لفظ تعلیمی از جعفر صادق می‌باشد.